# Мунду (народ)
Мунду е ентническа група в провинция Западна Екватория в Южен Судан.
Броят на представителите на народа варира между 50 и 60 хиляди души. Етническата група говори езика мунду, който спада към езиковото семейство нигер-конго.